# Silas Katompa Mvumpa
Silas Katompa Mvumpa, né le 6 octobre 1998 à Kinshasa, est un footballeur international congolais évoluant au poste d'attaquant au Étoile Rouge de Belgrade, en prêt du VfB Stuttgart.

## Biographie

### Origines familiales
Né à Kinshasa en République démocratique du Congo dans une famille modeste, son père est fonctionnaire et sa mère caissière ; il a trois sœurs.

### Carrière en club

#### Les débuts
Silas Katompa Mvumpa est repéré dans les rues de Kinshasa à l'âge de douze ans et intègre l'académie congolaise Black Mountain Sport, fondée en 2012 et présidée par Nicolas Anelka. Il évolue alors à l'Olympic Matete FC, club rattaché à l'académie.

#### Arrivée en France

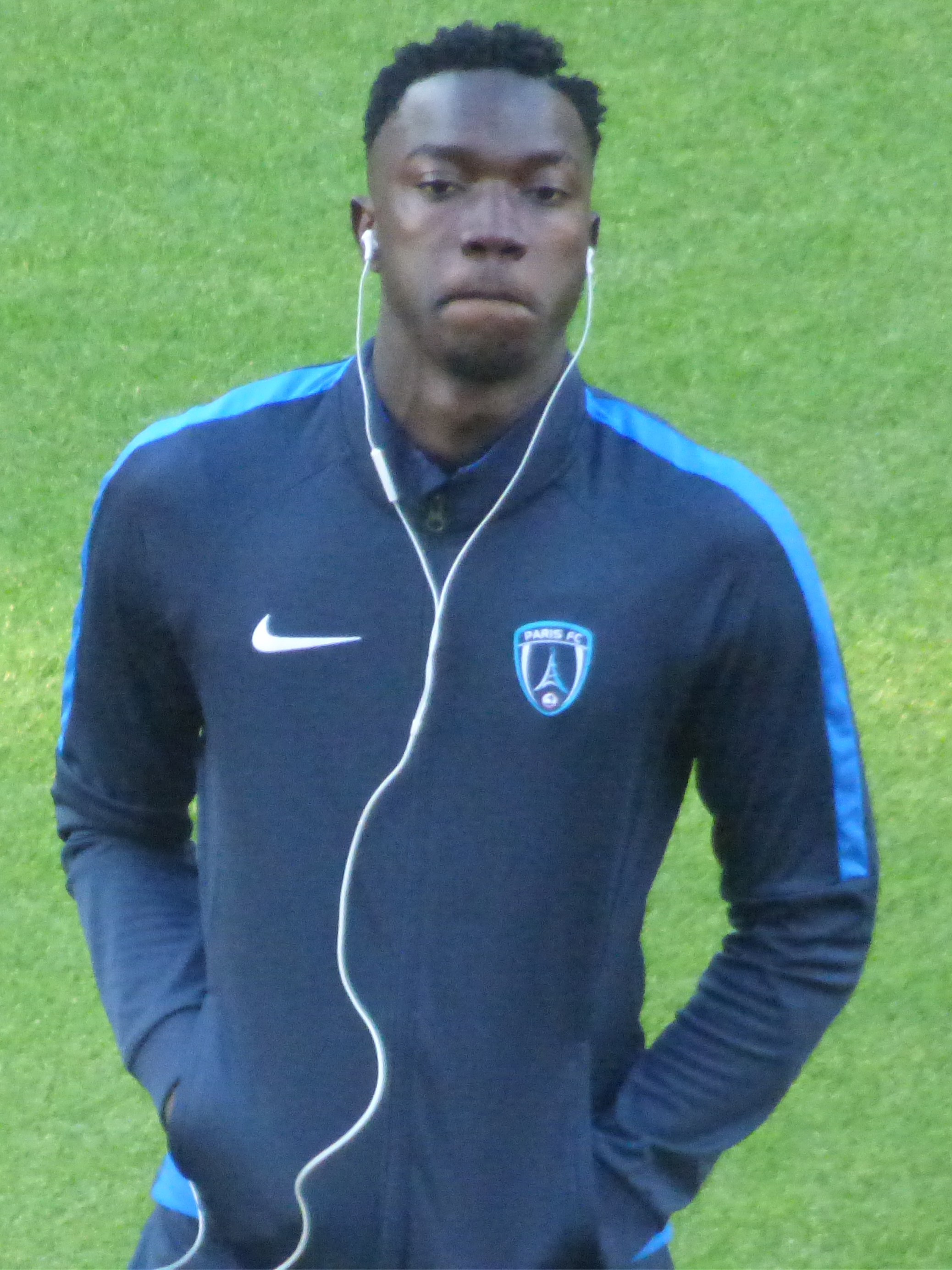
Silas Katompa Mvumpa avec le Paris FC en septembre 2018.

En février 2018, il arrive en France en rejoignant l'Olympique d'Alès, club évoluant en National 3. Il participe à six rencontres et marque un but, lors de la 26e journée contre le FU Narbonne (défaite 3-2).
Au mercato d'été 2018, Fabien Valéri le fait venir au Paris Football Club où il signe un contrat stagiaire pour évoluer avec l'équipe réserve. Sortant du lot avec l'équipe réserve, Mécha Baždarević l'intègre très rapidement dans le groupe professionnel. Il fait alors ses débuts en Ligue 2 le 31 août 2018 contre l'ES Troyes AC, en rentrant à la place de Yannick Mamilonne à la 73e minute (2-0). Dans la foulée, Silas paraphe son premier contrat professionnel d'une durée de trois ans avec le club francilien jusqu'en juin 2021. Son agent se nomme Olivier Belesi. Lors de sa deuxième apparition contre l'AC Ajaccio, il se fait expulser vingt minutes après son entrée en jeu à la suite de deux cartons jaunes, pour deux tacles mal maitrisés (0-0),. Le 26 octobre, il est titularisé pour la première fois, en allant affronter l'AJ Auxerre au stade de l'Abbé-Deschamps (2-0),. Le 9 novembre 2018, il inscrit à la 3e minute son premier but en professionnel contre le FC Lorient au stade du Moustoir mais ne peut empêcher la défaite de son équipe sur le score de 2 à 1. Mais désormais qu'il a ouvert son compteur but, Silas va exploser littéralement et enchainer les matchs de hauts vols. Ainsi, en mars 2019, il fait partie des trois nommés aux Trophées UNFP du joueur du mois de Ligue 2 ; il est devancé par Vagner Dias et Florian Ayé. Dès lors ce seront au total une cinquantaine de clubs, dont le FC Barcelone et Liverpool, qui enverront leurs superviseurs afin d'observer l'éclosion de la nouvelle pépite congolaise.
Auteur de onze buts en trente-deux matchs pour sa première saison dans le monde professionnel, il termine à la 4e place du championnat de Ligue 2 2018-2019 avec le Paris FC et se qualifie pour les matchs de barrages de montée en Ligue 1. Battu aux tirs au but par le RC Lens (1-1, 4-5 TAB), le Paris FC ne goûtera pas à la Ligue 1 en 2019-20, mais le joueur attise les convoitises à l'échelon supérieur voire continental,.

#### VfB Stuttgart
Le 13 août 2019, Silas s'engage finalement pour une durée de cinq ans avec le club allemand du VfB Stuttgart, club pensionnaire de la 2. Bundesliga. Le coût du transfert est évalué à huit millions d'euros,. Sur le terrain, Silas marqua six buts et réalisa quatre passes décisives en 21 matchs toutes compétitions confondues, participant activement à la deuxième place de son club, en attendant la reprise du championnat, suspendu en raison de la Pandémie de Covid-19. La 2. Bundesliga reprend donc ses droits le week-end du 17 mai 2020 et le VfB Stuttgart se rend à Wiesbaden pour y affronter le SV Wehen dans le cadre de la 26e journée. Silas est titularisé et effectue plus d'une bonne heure de jeu avec son équipe mais, remplacé à la 73e minute, il ne peut empêcher la défaite de son équipe au bout du temps additionnel (2-1, 90+7e s.p). La semaine suivante, lors de la rencontre face à Holstein Kiel, il inscrit son septième but de la saison. Seulement dix minutes après son entrée en jeu, le Congolais débloque son compteur de buts post-coronavirus en scellant le score du match à la 86e minute mais les siens doivent s'incliner une nouvelle fois à l'extérieur (3-2). Pour le compte de la 28e journée de championnat, Silas est à nouveau titularisé mais cette fois ci à domicile dans l’enceinte de la Mercedes Benz Arena de Stuttgart lors de la spectaculaire "remontada" dans le choc face au Hambourg SV (3-2). Les Stuttgartois, pourtant menés 2-0 à la pause, réussissent à arracher la victoire dans le temps additionnel sur un but de Gonzalo Castro (90'+2). Silas, désormais confiné au poste de milieu gauche par le coach américain Pellegrino Matarazzo, livre une prestation correcte et contribue au retour au score de sa formation avant de devoir de céder sa place à son homologue autrichien Sasa Kalajdzic à 12 minutes du terme. A l'issue de cette rencontre, le VfB Stuttgart retrouve son fauteuil de dauphin de cette 2. Bundesliga. Cette seconde place sur le podium est confortée la semaine suivante lors de la victoire en déplacement sur le pelouse du Dynamo Dresde (0-2). Remplaçant l'Argentin Nicolas Ivan Gonzalez à la 73e minute de jeu, Silas effectue une bonne rentrée et est même à l'origine du but libérateur du jeune attaquant macédonien Darko Churlinov à 2 minutes du coup de sifflet final.
Le 13 septembre 2020, il marque le seul but de la rencontre et offre la victoire aux siens en coupe d'Allemagne face au Hansa Rostock (0-1). Une semaine plus tard, il effectue ses premiers pas en Bundesliga et ouvre son compteur but en championnat face au SC Fribourg (défaite 2-3). Il marque son second but la journée suivante face à Mayence (victoire 1-4). Il est également chronométré à 35,42 km/h en novembre 2020 ce qui fait de lui le joueur le plus rapide du championnat allemand devant Dayot Upamecano. Le 6 décembre, il met un doublé à l'extérieur face au Werder Brême dont un but qui fera polémique en Allemagne. En effet, il marque le second en marchant vers le but afin de gagner du temps après avoir remporté un duel avec le gardien adverse, il se retrouve seul et prend son temps pour marquer dans les cages vides ce qui est vu comme de la provocation. Cela lui vaudra un avertissement et une réprimande de la part de son entraineur. Du coup six jours tard, il inscrit à nouveau un doublé lors du carton face au Borussia Dortmund (victoire 1-5) qui entrainera le limogeage de Lucien Favre. Il est désigné meilleur jeune joueur du mois de novembre 2020 et décembre 2020. Il est, pour la troisième fois de la saison, récompensé du trophée du meilleur jeune joueur du mois, celui de février 2020. Malheureusement, Silas se blesse gravement le 20 mars 2020 lors de 30e journée dans le choc face au Bayern Munich. Il est sorti à la 31e minute de jeu souffrant d’une rupture du ligament croisé antérieur du genou droit. Fin de saison donc pour lui étant donné que son absence est estimée de 6 à 8 mois par le staff médical de sa formation. Auteur de 13 buts et 5 passes décisives en 27 matches toutes compétitions confondues avec Stuttgart dont 11 buts et 4 passes décisives en 25 matches de Bundesliga pour sa première saison, il est bien parti pour remporter le trophée du meilleur jeune joueur de l'année mais aussi pour être l’une des attractions du prochain marché estival des transferts au vu des convoitises dont il est l'objet de la part de clubs allemands mais également de cadors sur tout le Vieux Continent.
Le 8 juin 2021, son club, le VfB Stuttgart, révèle sur son site internet au travers d'un communiqué, que le joueur jouait sous un faux nom et une date de naissance erronée (il est né le 6 octobre 1998 et pas le 6 octobre 1999) à cause de son ancien agent. Le VfB Stuttgart assure soutenir le joueur, qu'il désigne comme la première victime de son agent. À la suite de cette révélation, la fédération allemande décide de le suspendre de matchs officiels pendant 3 mois et de lui donner une amende de 30 000 euros.
Le 19 février 2022, lors d'un match de championnat face au VfL Bochum, il se luxe l'épaule gauche, ce qui entraîne la fin de la saison. Katompa va notamment manquer le barrage de qualification à la Coupe du monde 2022 opposant la République démocratique du Congo au Maroc.
Le 1er janvier 2023, Silas prolonge son contrat avec le VfB Stuttgart jusqu'en juin 2026.

### Carrière en équipe nationale
Le 27 décembre 2023, il est retenu dans la liste des vingt-quatre joueurs congolais sélectionnés par Sébastien Desabre pour disputer la Coupe d'Afrique des nations 2023. Le 21 janvier 2024, il marque son premier but à cette compétition et permet ainsi à son pays d'arracher le match nul dans une rencontre face aux Lions de l'Atlas du Maroc qui s'est soldée par un score d'un but partout et comptant pour la deuxième journée de la phase de poule F. Au cours de cette opposition qu'il a vu débuter sur le banc, Il a fait une très belle impression, marquant les esprits par sa vélocité, son intensité de jeu et ses incursions dans la défense adverse à qui il a donné du fil à retordre. 

## Style de jeu
Silas Katompa Mvumpa est encore un joueur en post formation. Pourtant avec son mètre 89 il a fait des ravages auprès des défenses de Ligue 2. Grand, rapide et puissant, le joueur évolue au poste d'avant-centre, et il peut également dépanner sur l'aile droite comme il l'a fait deux fois la saison dernière et également sur l'aile gauche où son entraineur l'a utilisé plusieurs fois depuis la reprise de championnat. Il reste toutefois un véritable attaquant de surface, puisque c'est dans les 16 mètres qu'il a inscrit la totalité de ses buts l'exercice précédent. Des réalisations marquées pour la plupart du pied droit, qui est son pied fort. Il maîtrise également son mauvais pied, puisqu'il a inscrit deux buts du gauche.
Il est également à l'aise techniquement et sa vitesse lui permet de prendre la défense à revers grâce à sa capacité à bien prendre la profondeur. Des qualités qui lui avaient notamment valu de faire partie des trois nommés aux Trophées UNFP du joueur du mois de Ligue 2 en mars 2019.

## Statistiques
| Saison                | Club                  | Championnat           | Championnat | Championnat | Coupe(s) nationale(s) | Coupe(s) nationale(s) | Séries | Séries | Total | Total |
| Saison                | Club                  | Division              | M.          | B.          | M.                    | B.                    | M.     | B.     | M.    | B.    |
| 2017-2018             | Olympique d'Alès      | National 3            | 6           | 1           | -                     | -                     | -      | -      | 6     | 1     |
| Sous-total            | Sous-total            | Sous-total            | 6           | 1           | -                     | -                     | -      | -      | 6     | 1     |
| 2018-2019             | Paris FC              | Ligue 2               | 32          | 11          | -                     | -                     | 1      | 0      | 33    | 11    |
| 2019-2020             | Paris FC              | Ligue 2               | 2           | 0           | -                     | -                     | -      | -      | 2     | 0     |
| Sous-total            | Sous-total            | Sous-total            | 34          | 11          | -                     | -                     | 1      | 0      | 35    | 11    |
| 2019-2020             | VfB Stuttgart         | 2. Bundesliga         | 29          | 8           | 2                     | 0                     | -      | -      | 31    | 8     |
| 2020-2021             | VfB Stuttgart         | Bundesliga            | 25          | 11          | 2                     | 2                     | -      | -      | 27    | 13    |
| 2021-2022             | VfB Stuttgart         | Bundesliga            | 9           | 0           | -                     | -                     | -      | -      | 9     | 0     |
| 2022-2023             | VfB Stuttgart         | Bundesliga            | 30          | 5           | 3                     | 1                     | 1      | 1      | 34    | 7     |
| 2023-2024             | VfB Stuttgart         | Bundesliga            | 16          | 3           | 3                     | 2                     | -      | -      | 19    | 5     |
| Sous-total            | Sous-total            | Sous-total            | 109         | 27          | 10                    | 5                     | 1      | 1      | 120   | 33    |
| Total sur la carrière | Total sur la carrière | Total sur la carrière | 149         | 39          | 10                    | 5                     | 2      | 1      | 161   | 45    |

## Palmarès

### Palmarès collectif
- 2. Bundesliga : Vice-champion 2020 (VfB Stuttgart)

### Distinctions individuelles
- Meilleur jeune joueur du mois en Bundesliga : novembre 2020, décembre 2020 et février 2021 (VfB Stuttgart)